# ZDF (Streamingportal)
ZDF (ehemals ZDFmediathek) ist ein Video-on-Demand-Streamingportal des Zweiten Deutschen Fernsehens. Es startete 2001; seit 2023 sind alle Inhalte auch in der ARD Mediathek zu finden. Nach einem Relaunch im März 2025 verabschiedete man sich vom Begriff und der Logik einer klassischen TV-Mediathek und fungiert fortan als Streamingportal des ZDF.

## Angebot

### Abrufvideos
Über die Seite kann auf einen Großteil bereits gezeigter Sendungen der vergangenen Monate in voller Länge zugegriffen werden. Zusätzlich werden weitere Informationen und Verknüpfungen angeboten. Neben Direktübertragungen bietet die Mediathek auch archivierte Sendungen des ZDF auf Abruf mittels Videostream an. Vereinzelt werden Sendungen zunächst exklusiv im Onlineangebot bereitgestellt („Web-First-Prinzip“).
Die meisten Sendungen werden für dreizehn Monate archiviert, was abhängig von der rechtlichen Lage variiert. So können manche Sendungen länger angeboten werden, andere werden bereits früher wieder entfernt. Unter der Rubrik „Live & TV“ wird neben Livestreams das Fernsehprogramm und eine Liste der Sendungen der vergangenen sieben Tage bereitgestellt, welche vor März 2025 unter „Sendung verpasst?“ zu finden war. Über das Suchfeld können Sendungen nachrecherchiert werden. Darüber hinaus werden Podcasts als Audio- oder Videodateien zur lokalen Verwendung oder in mobilen Endgeräten zum kostenlosen Herunterladen angeboten.
Die meisten Sendungen werden kurz nach Ausstrahlung über die herkömmlichen Sendewege vollständig oder in Auszügen (Teilberichte) abrufbar. Beispiele hierfür sind:
- Nachrichtenblöcke, z. B. heute-journal
- politische Sendungen, z. B. Frontal
- Informationssendungen, z. B. drehscheibe, Volle Kanne
- wissenschaftliche Reportagen, z. B. Terra X
- ganze Fernsehserien, z. B. Herzensbrecher – Vater von vier Söhnen

Manche Sendungen sind bereits vor dem Fernsehausstrahlungstermin von der Plattform abrufbar. Beispiele hierfür sind die Sendungen ZDF Magazin Royale, die etwa drei Stunden vor der Fernsehausstrahlung zugänglich gemacht wird und Morgen hör ich auf, deren Folgen immer am Tag der Erstausstrahlung verfügbar gemacht worden sind.
Spielfilme und Serien werden nur zum Teil online gestellt. Oftmals gibt es dann lediglich Bilderserien, kleine Ausschnitte oder Trailer. Alternativ wird ein Wartebildschirm eingeblendet. In diesem Falle wird mitgeteilt: „Die laufenden TV-Bilder dürfen aus rechtlichen Gründen nicht im Internet gezeigt werden.“ Die Videoqualität war anfangs nicht mit dem üblichen Fernsehbild zu vergleichen; je nachdem, welche Qualitätsstufe und Internetverbindung der Nutzer hat, ist mit Artefakten zu rechnen.

### Livestreams
Seit Februar 2013 bietet das ZDF innerhalb Deutschlands sein komplettes Programm im Livestream an. Über die Mediathek lassen sich alle drei ZDF-Kanäle (ZDF, ZDFneo und ZDFinfo) sowie die Gemeinschaftssender 3sat, Phoenix, KiKA und Arte anschauen.
Bei großen Sportereignissen wie die Olympischen Spiele, bei denen mehrere Veranstaltungen gleichzeitig ausgetragen werden, werden in der Mediathek neben dem Hauptprogramm auch Livestreams mit den parallel laufenden Sportübertragungen angeboten. Zudem können einige Sendungen, von denen die Aufzeichnung am späten Abend im Fernsehen gezeigt wird, live verfolgt werden. Beispiele hierfür sind Preisverleihungen.

## Technik
Seit Januar 2012 ist die ZDFmediathek im Xbox Live, dem Onlineservice der Xbox 360, integriert, eine App für Windows 8 ist seit August 2013 verfügbar.
Am 28. Oktober 2016 verschmolzen ZDF.de und ZDFmediathek zu einem Portal. Seitdem läuft die Mediathek optimiert auf vielen Geräten und ist barrierefreier.
Stand 2022 wird über die Mediathek kein Surround-Raumklang angeboten.
Am 18. März 2025 gab es einen umfassenden Relaunch des Online-Angebots. Dabei verabschiedete man sich vom Begriff und der Logik einer klassischen TV-Mediathek und fungiert fortan als Streamingportal des ZDF. Zudem wurde die Navigationsstruktur verändert, Metadaten für eine bessere Auffindbarkeit der Sendungen hinzugefügt und Algorithmus-basierte Empfehlungen angepasst. Mit den nächsten Schritten soll das Angebot um Diskurs- und Beteiligungsmöglichkeiten erweitert werden und die Zusammenarbeit mit der ARD gestärkt werden.

## Auszeichnungen
- 2006: Deutscher Multimedia Award, vergeben vom Deutschen Multimedia Verband[7]
- 2008: IPTV-Award (Zuschauerpreis), vergeben vom Deutschen IPTV-Verband[8]
- 2008: Eyes & Ears Award in der Kategorie „Beste medienbasierte Interaktionsgestaltung“, vergeben vom Branchenverband Eyes & Ears of Europe[9]
- 2010: Designpreis der Bundesrepublik Deutschland in Silber[10]
- 2010: Preis für Gute Gestaltung in Bronze des Deutschen Designer Clubs (DDC) in der Kategorie „Digital Media“[11]
- 2010: Red Dot Design Award für Kommunikationsdesign in der Kategorie „Best of the Best“[12]
- 2017: Red Dot Design Award für Kommunikationsdesign[13]
- 2018: German Design Award in der Kategorie „Excellent Communications Design“[14]
- 2018: German Brand Award in Gold in der Kategorie „Excellence in Brand Strategy, Management and Creation“[15]